# Frances Hodgson Burnett
Pour les articles homonymes, voir Hodgson et Burnett.
Œuvres principales
- Le Petit Lord Fauntleroy
- La Petite Princesse
- Le Jardin secret

Frances Eliza Hodgson, dite Hodgson Burnett est une romancière britanno-américaine, née le 24 novembre 1849 à Cheetham Hill, Manchester et morte le 29 octobre 1924 à Plandome Manor dans l'État de New York.
Elle est connue pour être l'une des pionnières du roman d'apprentissage pour enfants et notamment pour trois romans, Le Petit Lord Fauntleroy (1888), la Petite Princesse (1905) et Le Jardin secret (1911), adaptés en films.

## Biographie
Frances Eliza Hodgson naît le 24 novembre 1849 à Cheetham Hill, Manchester, en Angleterre. Son père est quincailler, il meurt à 38 ans. Son épouse essaye de reprendre l'entreprise, mais elle se laisse convaincre par son frère, qui a établi un commerce dans le Tennessee de le rejoindre aux États-Unis. La famille vit dans le dénuement. Frances Hodgson arrive à vendre des nouvelles à Godey's Lady's Book et, jusqu'à son mariage, elle soutient financièrement sa famille par ses publications.
Le 19 septembre 1873, elle épouse un ophtalmologiste, Swan Moses Burnett, le couple a deux fils. Frances Burnett vit avec sa famille à Knoxville, puis à Washington. Elle fait de longs séjours seule aux États-Unis et en Europe, fréquente des écrivains, notamment l'Américain Henry James et l'Anglais Israel Zangwill. Les époux sont séparés, tandis qu'elle reste extrêmement attachée à ses fils, le couple ne divorce qu'en 1898. Elle se remarie, en 1900, avec un jeune médecin, Stephen Townsend, à Gênes en Italie, le couple divorce dès l'année suivante.
Elle écrit plusieurs romans pour adultes, le plus connu étant That Lass o' Lowrie's (1877). Son premier livre pour enfant, en 1886, est Le Petit Lord Fauntleroy. Elle prend pour modèle d'inspiration son fils Vivian. Le roman connaît un réel succès et est adapté au théâtre et au cinéma.

### Mort
Frances Eliza Hodgson passe les dix-sept dernières années de sa vie à New York, où elle meurt, en 1924, à soixante-quatorze ans. En 1936, une statue est érigée en son honneur à Central Park, dans le Conservatory Garden. Elle représente les deux célèbres personnages de son roman Le Jardin secret (The Secret Garden).

## Parutions

### Romans en français
Note : la première date est celle de la première édition en langue française.
Sur une quarantaine de romans publiés, les trois ci-dessous ont eu une renommée mondiale et ont été adaptés plusieurs fois au cinéma et à la télévision.
- 1888 : Le Petit Lord Fauntleroy (Little Lord Fauntleroy, 1886). Publication : Paris, éd. C. Delagrave, 299 p.[2].

- 1891 : Princesse Sara : Aventures d'une petite écolière anglaise (Sara Crewe or What Happened at Miss Minchin's, 1888), traduction de G. Lamy, Publication : Paris, éd. Armand Colin, 181 p. Pour la seconde édition américaine, en 1905, le titre anglais sera changé en : A Little Princess : Being the Whole Story of Sara Crewe Now Told for the First Time. Lors de la seconde réédition en France en 1934, le titre sera lui aussi changé définitivement en La Petite Princesse[3].

- 1921 : Le Jardin mystérieux (The Secret Garden, 1911), traduction de Mme Jean Vallette, Publication : Neuchâtel, Suisse, éd. Delachaux et Niestlé, 311 p.[4]

- 1934 : Le Jardin secret[5] (The Secret Garden, 1911), traduction de Valentine Leconte, illustrations de Marcel Bloch. Publication : Paris, éditions Nelson, 235 p.

### Autres romans
- 1883 : Une nièce d'Amérique (A fair barbarian, 1881), trad. Marguerite du Parquet. Paris : C. Lévy, 394 p.

- 1886 : Entre deux Présidences (Through One Administration, 1883), trad. A. Hédouin. Paris : Hachette, 2 vol.

- 1888 : La Fille à Lowrie (That Lass o' Lowrie's, 1877), trad. Robert de Cerisy, suivie d'une étude sur Mrs Burnett / par Th. Bentzon. Paris : J. Hetzel, 384 p.

- 1896 : A lady of Quality

- 2016 : Le Prince disparu (The Lost Prince, 1915), trad. Sarah Schler, Ed. Leduc.

- 2017 : Une si jolie sauvageonne (A Fair Barbarian, 1881), trad. Florence Réallia, Bookelis.

## Source
- La Littérature pour la jeunesse en Europe occidentale (1750-1925). Histoire sociale et courants d’idées : Angleterre, France, Pays-Bas, Allemagne, Italie, de Ganna Ottevaere van Praag, Édition : Peter Lang, 1987. 497 p.,  (ISBN 3261036613)[6]. (Source ISBN pour : La Littérature pour la jeunesse en Europe occidentale (1750-1925))